# Lunar Strain
Albums de In Flames
The Jester Race
Lunar Strain est le premier album du groupe suédois de death metal mélodique In Flames sorti en 1994 sous le label Wrong Again Records. Il a été enregistré durant l'automne et l'hiver 1993 au studio Fredman par Fredrik Nordström. Le mixage a été effectué par Fredrik Nordström et le groupe.
Sur cet album, le groupe invite Jennica Johansson pour chanter et Oscar Dronjak fait son apparition sur la chanson Lunar Strain. Ylva Wåhlstedt joue également du violon.

## Musiciens
- Mikael Stanne -  Chant et écriture des paroles
- Jesper Strömblad - Guitare, batterie, claviers et écriture de la musique*
- Glenn Ljungstrom - Guitare et écriture de la musique*
- Carl Naslund - Guitare
- Johan Larsson - Basse
- Jennica Johansson - Chant
- Oscar Dronjak - Chant
- Ylva Wåhlstedt - Violon

* À l'exception de Hårgalåten, qui est du folklore suédois.

## Titres
| 1.  | Behind Space         | 4:55 |
| 2.  | Lunar Strain         | 4:05 |
| 3.  | Starforsaken         | 3:10 |
| 4.  | Dreamscape           | 3:45 |
| 5.  | Everlost, Part I     | 4:17 |
| 6.  | Everlost, Part II    | 2:57 |
| 7.  | Hårgalåten           | 2:26 |
| 8.  | In Flames            | 5:33 |
| 9.  | Upon an Oaken Throne | 2:49 |
| 10. | Clad in Shadows      | 2:49 |

| 11. | In Flames (Version Promo de 1993)            | 5:49 |
| 12. | Upon an Oaken Throne (Version Promo de 1993) | 3:05 |
| 13. | Acoustic Piece (Version Promo de 1993)       | 0:38 |
| 14. | Clad in Shadows (Version Promo de 1993)      | 2:47 |

## Éditions
| Région | Date          | Format | Label                                |
| ------ | ------------- | ------ | ------------------------------------ |
| Monde  | décembre 1993 | CD     | Wrong Again Records                  |
| Japon  | 1999          | CD     | Toy's Factory                        |
| Monde  | 2003          | CD     | Regain Records / Candlelight Records |
| Monde  | 2005          | CD     | Regain Records / Candlelight Records |